# Summer World University Games 2025/Teilnehmer (Zypern)
| Gelbes Symbol für Goldmedaillen mit stilisierten Olympischen Ringen | Graues Symbol für Silbermedaillen mit stilisierten Olympischen Ringen | Braundes Symbol für Bronzemedaillen mit stilisierten Olympischen Ringen |
| ------------------------------------------------------------------- | --------------------------------------------------------------------- | ----------------------------------------------------------------------- |
| —                                                                   | —                                                                     | 2                                                                       |

Die Republik Zypern nahm an den Summer World University Games 2025 vom 16. bis zum 27. Juli mit 26 Athleten (18 Männer, 8 Frauen) teil.

## Medaillen

### Medaillenspiegel
| Rang   | Sportart       | Gold | Silber | Bronze | Gesamt |
| ------ | -------------- | ---- | ------ | ------ | ------ |
| 1      | Leichtathletik | –    | –      | 1      | 1      |
| 1      | Judo           | –    | –      | 1      | 1      |
| Gesamt | Gesamt         | 0    | 0      | 2      | 2      |

### Medaillengewinner
| Name/n           | Sportart       | Wettkampf          |
| ---------------- | -------------- | ------------------ |
| Bronze           |                |                    |
| Elena Kulichenko | Leichtathletik | Hochsprung         |
| Giannis Antoniou | Judo           | Klasse über 100 kg |

## Teilnehmer nach Sportarten

### Judo
| Männer - Petros Christodoulides (Klasse bis 66 kg) - Odysseas Georgakis (Klasse bis 81 kg) - Giannis Antoniou (Klasse über 100 kg) |

### Leichtathletik
| Männer - Rafail Zacharia (Diskuswurf) - Iosif Kesidis (Hammerwurf) - Antreas Machallekides (Weitsprung) | Frauen - Emilia Kolokotroni (Hammerwurf) - Elena Kulichenko (Hochsprung) - Styliana Ioannidou (Hochsprung) - Christiana Ellina (Speerwurf) |

### Schwimmen
| Männer - Panayiotis Panaretos - Nikolas Kosta - Nikolas Antoniou - Markos Iakovidis | Frauen - Maria Erokhina - Anna Hadjiloizou - Kalia Antoniou |

### Taekwondo
| Männer - Evangelos Charalambous (Klasse bis 80 kg) | Frauen - Markella Teggeri (Klasse bis 57 kg) |

### Tennis
| Männer - Constantinos Koshis - Constantinos Djakouris |

### Tischtennis
| Männer - Christos Savva - Andreas Ioannides |

### Turnen

#### Gerätturnen
| Männer - Georgios Angonas - Michalis Isaias - Kyriakos Markidis |